# 4295 Віссе
4295 Віссе (4295 Wisse) — астероїд головного поясу, відкритий 24 вересня 1960 року.
Тіссеранів параметр щодо Юпітера — 3,478.